# 金鸡桥 (宁波市)
金鸡桥，位于中国浙江省宁波市鄞州区塘溪镇邹溪村，建于清雍正四年（1726年），横跨梅溪，为六孔五墩石砌平桥，长28.1米，宽2.3米，与金鸡堰南北相距19.2米，旧时是咸祥到塘溪的交通要道，也是大嵩江干流起点。1994年11月以金鸡堰、金鸡桥公布为鄞州区文物保护单位（当时为鄞县文物保护单位）:425。